# Un rostro de mujer (película de 1941)
El guion de Donald Ogden Stewart y Elliot Paul se basa en el original del belga Francis de Croisset para la película francesa de 1933 Una mujer y dos vidas (Il etait une fois - título internacional en inglés: Once Upon a Time). La película fue dirigida por Léonce Perret y protagonizada por Gaby Morlay.
De esta película francesa, con posterioridad se hicieron dos adaptaciones:
- 1938 - En Kvinnas ansikte película sueca, en español también titulada Un rostro de mujer (comercializada en Estados Unidos y Gran Bretaña como: A Woman's Face). La película estaba dirigida por Gustaf Molander y protagonizada por Ingrid Bergman.

## Argumento
Una mujer sospechosa de ser la autora material de un asesinato se hace una operación de cirugía estética y cambia de cara. Al cambiar de cara, intenta cambiar de vida.

## Otros créditos
- Productora: Metro-Goldwyn-Mayer
- Color: Blanco y negro
- sonido: Western Electric Sound System
- Dirección artística: Cedric Gibbons
- Montaje: Frank Sullivan
- Asistentes de dirección: Marvin Stuart y Edward Woehler
- Sonido: Douglas Shearer
- Decorados: Edwin B. Willis
- Diseño de vestuario: Adrián